# Monestier-Merlines
Monestier-Merlines är en kommun i departementet Corrèze i regionen Nouvelle-Aquitaine i de centrala delarna av Frankrike. Kommunen ligger  i kantonen Eygurande som tillhör arrondissementet Ussel. År 2022 hade Monestier-Merlines 292 invånare.

## Befolkningsutveckling
Antalet invånare i kommunen Monestier-Merlines
Referens:INSEE